# Carlos Rojas Vila
Carlos Rojas Vila (Barcelona, 1928 - Greenville, Carolina del Sud, 8 de febrer de 2020) fou un escriptor català, notable assagista i novel·lista autor de més de vint títols. Se'l considera membre de la generació "nens de la guerra", i bona part de la seva obra va estar marcada per la guerra civil, així com també el seu desenvolupament personal i intel·lectual.

## Biografia
Era fill del metge colombià Carlos Rojas Pinilla i germà del general Gustavo Rojas Pinilla, president de Colòmbia entre 1953 i 1957. Carlos, llicenciat en Filosofia i Lletres el 1960, va preferir marxar lluny del franquisme. Fou professor de literatura espanyola a Escòcia i, des del 1957, la universitat d'Emory a Atlanta (Geòrgia).
Entre els seus assaigs destaquen Diálogos para otra España (1966), Por qué perdimos la guerra (1969), Diez figuras de la guerra civil española (1973) i La guerra civil vista por los exiliados (1975). Com a novel·lista sobresurten De barro y esperanza (1957), El futuro ha comenzado (1958), Adolfo Hitler está en mi casa (1965), Auto de Fe (1968), Aquelarre (1970) i Azaña, una biografía sobre el president de la II República espanyola. Després vingueren Memorias inéditas de José Antonio (1977) i El ingenioso hidalgo y poeta Federico García Lorca asciende a los infiernos (1980), guanyadores de premis. De la dècada del 1990 destaquen les seves novel·les El jardín de Atocha (1990) i Proceso a Godoy (1992).
Vinculat per la família materna a Maçanet de Cabrenys, hi passava temporades i va triar-ne el cementiri com a lloc de repós.

## Obres
| - 1957: De barro y esperanza (novel·la) - 1958: El futuro ha comenzado (novel·la) - 1965: Adolfo Hitler está en mi casa (novel·la) - 1966: Diálogos para otra España (assaig) - 1968: Auto de Fe (novel·la) - 1969: Por qué perdimos la guerra (assaig) - 1970: Aquelarre (assaig) - 1973: Diez figuras de la guerra civil (assaig) - 1973: Azaña (novel·la biográfica) | - 1975: La guerra civil vista por los exiliados (assaig) - 1977: Memorias inéditas de José Antonio (novel·la biogràfica) - 1978: El valle de los caídos (novel·la) - 1980: El Ingenioso hidalgo y poeta Federico García Lorca asciende a los infiernos (novel·la biogràfica) - 1981: La Barcelona de Picasso (assaig) - 1984: El mundo mítico y mágico de Picasso (assaig) - 1988: El jardín de las hespérides (novel·la) | - 1990: El jardín de Atocha (novel·la) - 1990: Yo Goya (assaig) - 1992: Proceso a Godoy (novel·la histórica) - 1995: Alfonso de Borbón habla con el demonio (novel·la) - 1997: Los borbones destronados (assaig) - 1999: Carlos IV (novel·la histórica) - 2000: Puñeta, la Españeta (assaig) - 2003. Diez crisis del franquismo (assaig) |

## Guardons
- 1958: Premi Ciutat de Barcelona per El asesino de César[2]
- 1968: Premi Nacional de narrativa de les Lletres Espanyoles per Auto de Fe.[2]
- 1973: Premi Planeta per Azaña[2]
- 1977: Premi Ateneo de Sevilla per Memorias inéditas de José Antonio
- 1980: Premi Nadal de novel·la per El ingenioso hidalgo y poeta Federico García Lorca asciende a los infiernos[2]
- 1984: Premi Espejo de España per El mundo mítico y mágico de Picasso